# Valencén
A valencén a citrusfélék illatának egyik alkotóeleme. A Valencia narancsból olcsón előállítható. A farnezol-pirofoszfátból keletkezik a CVS (az egyik terpén cikláz) enzim hatására.
Kémiailag a szeszkviterpének közé tartozik.

## Fordítás
Ez a szócikk részben vagy egészben  a   Valencene című angol Wikipédia-szócikk fordításán alapul.  Az eredeti cikk szerkesztőit annak laptörténete sorolja fel. Ez a jelzés csupán a megfogalmazás eredetét és a szerzői jogokat jelzi, nem szolgál a cikkben szereplő információk forrásmegjelöléseként.